# Handball Korea League 2018/19
Die Handball Korea League 2018/19 (vollständiger Name nach dem Hauptsponsor SK Handball Korea League 2018/19) war die 8. Spielzeit der südkoreanischen Spielklasse im Handball der Männer. Die Saison begann am 2. November 2018 und endete mit den Final-Spielen am 21. April 2019.
Titelverteidiger war Doosan HC.

## Modus
In dieser Saison spielten 6 Mannschaften im Modus „Jeder gegen Jeden“ mit je zwei Heim- und Auswärtsspiel um die Meisterschaftsspiele. Der Meister wird über die Meisterschaftsspiele erspielt. Bei Punktgleichheit entscheidet die bessere Tordifferenz. 

## Teilnehmende Mannschaften
| Team                 | Stadt             | Trainer          | Gegründet | In der Liga seit | Vorjahresplatzierung |
| -------------------- | ----------------- | ---------------- | --------- | ---------------- | -------------------- |
| Doosan HC            | Masan             | Yoon Kyung-shin  | 1991      | 2011             | Titelverteidiger     |
| SK Hawks             | Cheongju          | Hwangbo Seong-il | 2016      | 2016             | 3. Platz             |
| IDTC HC              | Incheon           | Kang Il-gu       | 2006      | 2011             | 2. Platz             |
| Chungnam Sportrat HC | Chungcheongnam-do | Kim Tae-hun      | 1995      | 2011             | 5. Platz             |
| Hanam City HC        | Hanam             | Im Yeong-cheol   | 2018      | 2018             | Neu                  |
| Sangmu Phoenix HC    | Mungyeong         | Jo Yeong-shin    | 1986      | 2011             | 4. Platz             |

## Saison

### Reguläre Saison
| Pl.                                                | Verein               | Sp. | S  | U | N | Tore      | Diff. | Punkte |
| -------------------------------------------------- | -------------------- | --- | -- | - | - | --------- | ----- | ------ |
| 1.                                                 | Doosan HC (M)        | 11  | 11 | 0 | 0 | 0286:2240 | +62   | 022:00 |
| 2.                                                 | SK Hawks             | 11  | 7  | 1 | 3 | 0271:2550 | +16   | 015:70 |
| 3.                                                 | IDTC HC              | 11  | 6  | 1 | 4 | 0266:2650 | +1    | 013:90 |
| 4.                                                 | Hanam City HC (N)    | 11  | 3  | 1 | 7 | 0271:2780 | −7    | 07:150 |
| 5.                                                 | Chungnam Sportrat HC | 11  | 3  | 0 | 8 | 0230:2550 | −25   | 06:160 |
| 6.                                                 | Sangmu Phoenix HC    | 11  | 1  | 1 | 9 | 0253:3000 | −47   | 03:190 |
| Quelle: handballkorea.com, Stand: 24. Februar 2019 |                      |     |    |   |   |           |       |        |

| Legende |                                                  |
|         | Teilnahme an den Final-Meisterschaftsspielen     |
|         | Teilnahme an den Halbfinal-Meisterschaftsspielen |
| (M)     | Südkoreanischer Meister 2017                     |
| (N)     | Neubeigetretenes Franchise                       |

## Statistik

### Torschützenliste
Bei gleicher Anzahl von Treffern sind die Spieler alphabetisch geordnet.
| 01                      | Park Kwang-sun    | Hanam City HC     | 87 |
| 02                      | Choi Hyeon-keun   | Sangmu Phoenix HC | 68 |
| 03                      | Jeong Heui-kyeong | Doosan HC         | 60 |
| 04                      | Park Yeong-jun    | Doosan HC         | 57 |
| 05                      | Shim Jae-bok      | IDTC HC           | 55 |
| Stand: 24. Februar 2019 |                   |                   |    |